# Браун, Дэвид Макдауэлл
Дэвид Макдауэлл Браун (англ. David McDowell Brown; 16 апреля 1956 — 1 февраля 2003) — американский астронавт НАСА. 1 мая 1996 года отобран в качестве кандидата в астронавты 16-го набора НАСА. Первый и единственный полёт совершил с 16 января по 1 февраля 2003 года в качестве пилота «шаттла Колумбия» по программе STS-107 продолжительностью 15 дней 22 часа 20 минут 22 секунды. Погиб в катастрофе при возвращении на Землю, шаттл взорвался в атмосфере Земли за 16 минут до посадки.
Похоронен на Арлингтонском национальном кладбище.

## Образование
- учился в начальной школе Мак-Кинли, Арлингтон,Вирджиния;
- 1974: окончил среднюю школу Йорктаун, Арлингтон,Вирджиния;
- 1978: получил степень бакалавра наук (биология) в Колледже Уилльяма и Мэри;
- 1982: Получил докторскую степень в области медицины в медицинской школе Восточной Вирджинии.

## Военная служба
В 1984 году поступил на службу в ВМС США в качестве офицера медицинской службы, с 1988 по 1990 год проходил обучение в качестве пилота, в дальнейшем служил на должностях как лётного, так и медицинского профиля.

## Организации
- Активно участвовал в бойскаутах Америки, где он достиг своего второго высшего ранга, жизнь Скаута.
- Экс-президент Международной ассоциации военных летчиков, хирург полетов.
- Младший научный сотрудник, аэрокосмической Медицинской Ассоциации.
- Общество хирургов ВМС США.

## Награды и почётные звания
Браун в 1986 году стал оперативным хирургом военно-морского флота, получил многочисленные награды, в том числе:

### Квалификационные знаки
- Морской Авиатор
- Морской астронавт
- Авиационный врач ВМФ

### Личные награды
- Медаль за выдающиеся заслуги †
- Почетная медаль в службе
- ВМС и Корпуса морской пехоты Достижение медаль
- Медалью Конгресса космического Почёта †
- Медаль NASA за заслуги †
- NASA Space Flight медаль †

Этот † символ указывает на посмертную награду.

## Память
В 2006 году Международный астрономический союз присвоил имя Дэвида Брауна кратеру на обратной стороне Луны.
Его именем названа Гора Макдауэлл в Колумбийских горах на Марсе.